# Păulești (okręg Bihor)
Păulești – wieś w Rumunii, w okręgu Bihor, w gminie Brusturi. W 2011 roku liczyła 296 mieszkańców.